# 许乐骁
許樂驍（1995年1月20日—），中國男演員，出生於四川省。2017年，參加现在就告白作為嘉賓。2018年，參加演員的品格最終名次為18名，同年加入《親愛的，熱愛的》的劇組當中並飾演One/周一。

### 电视剧/网络剧
| 首播年份 | 剧名                           | 角色     |
| 2019年   | 《親愛的，熱愛的》             | One/周一 |
| 2020年   | 《一不小心恋爱了》             | 鄭閔唯   |
| 2020年   | 《百岁之好，一言为定》(网络剧) | 徐智礼   |
| 2021年   | 《我的时代，你的时代》         | One/周一 |
| 2023年   | 《你住在我心里》(网络剧)       | 路今白   |

### 真人秀/綜藝
| 年份   | 節目名稱       |
| 2017年 | 《现在就告白》 |
| 2018年 | 《演員的品格》 |